# ژان اسکرینس
ژان اسکرینس (انگلیسی: Jean Scrivens; ۱۵ اکتبر ۱۹۳۵ ‏(۸۹ سال) – ) ورزشکار دو و میدانی اهل بریتانیا بود.